# Potentilla arctica
Potentilla arctica är en rosväxtart som beskrevs av Georges Rouy. Potentilla arctica ingår i fingerörtssläktet som ingår i familjen rosväxter. Inga underarter finns listade i Catalogue of Life.